# 瘦野青茅
瘦野青茅（学名：Deyeuxia macilenta）为禾本科野青茅属下的一个种。它是多年生草本植物，高50一60厘米。花果期為7月至8月。分佈於中華人民共和國新疆維吾爾自治區和布克赛尔蒙古自治县和乌恰等地。

## 扩展阅读
- 維基物種上的相關：瘦野青茅

1. ↑  .   [2022-01-30]. （原始内容存档于2022-11-09）.